# Carga de bombero

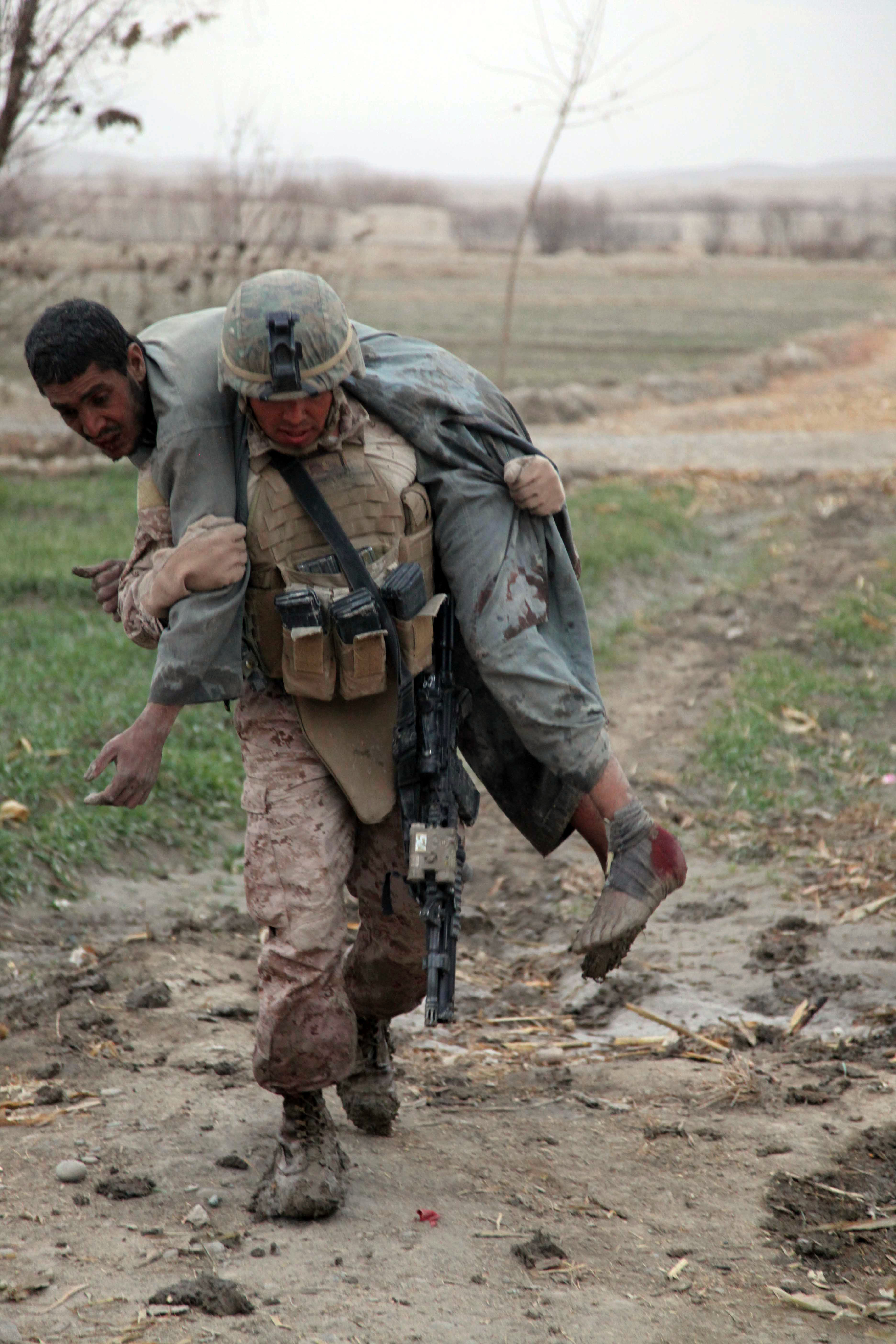
Un infante de marina estadounidense transporta a un afgano herido tras la explosión de un artefacto explosivo improvisado, 2011

La carga o acarreo de bombero es una técnica que permite a una persona llevar a otra sin asistencia, mediante la colocación de ésta atravesada sobre los hombros del portador.
La técnica fue uilizada comúnmente por los bomberos para llevar a personas heridas o inconscientes lejos del peligro, pero ha sido reemplazada en la extinción de incendios debido al inconveniente de que el humo y el calor son mayores en las zonas más altas y pueden ser fatales para la persona transportada.
La técnica de carga de bombero todavía se enseña para su uso fuera del ámbito de la lucha contra incendios. Los soldados utilizan esta técnica para transportar a los compañeros heridos. Los salvavidas a veces están entrenados para usar el transporte del bombero.

## Ventajas y desventajas
- Llevar a alguien de esta manera tiene varias ventajas sobre otros métodos de mover a una persona. El torso del sujeto está bastante nivelado lo que ayuda a prevenir más lesiones. Cuando el peso del sujeto se distribuye uniformemente sobre ambos hombros, es más fácil llevarlo a una distancia más larga: 50 pies (15 metros) o más.

- Se prefiere la carga del bombero en lugar de la carga sobre un solo hombro si alguien está gravemente herido o si la persona debe ser transportada durante un tiempo considerable. Una persona cargada sobre un solo hombro experimentará más sacudidas al colgar su cuerpo más libremente sobre el hombro del transportista. Además, la sangre se distribuiría de manera desigual si alguien estuviera colgando boca abajo sobre el hombro del transportista durante un período prolongado de tiempo. Esta también podría ser una posición muy incómoda para la persona transportada si todavía está consciente.

- La carga del bombero permite a un soldado llevar a un compañero herido de forma segura con una sola mano, dejando la otra mano libre para llevar y disparar su arma si es necesario.

- La carga del bombero presenta graves peligros si la persona que se transporta tiene o puede tener una lesión en la columna, y debe evitarse.

- El hecho de que el calor y el humo que pueden ser dañinos, incluso fatales para la persona a rescatar, aumenten con la altitud, habla en contra de un uso posterior por parte de los bomberos.[2]Steps A to ESteps F to JLa técnica de "transporte de bombero" ilustrada en un manual de entrenamiento del ejército de EE. UU.

## Práctica actual
Actualmente, la técnica preferida en la lucha contra incendios consiste en arrastrar a una persona por los hombros o la ropa superior en una posición supina por el suelo o el suelo. Con esta técnica se emplea la parte superior de las piernas del rescatador (los músculos más fuertes del cuerpo) para empujar contra el piso, hacer palanca y tirar de la persona hacia una salida. Esta técnica también es más fácil para los rescatadores que pueden ser más jóvenes o de menor tamaño o estatura. Además, arrastrar por los hombros ayuda a evitar estresar una columna vertebral potencialmente lesionada. 